# Wilhelm Freund
Pour les articles homonymes, voir Freund.
Wilhelm Freund (27 janvier 1806 – 4 juin 1894) est un philologue juif prussien né à Kempen. 
En plus de son travail dans la philologie, Freund s'est investi dans l'éducation juive et dans l'activisme politique pour les droits de la communauté juive au royaume de Prusse. Il est mort à Breslau.